# Hermann Pohle (Maler)

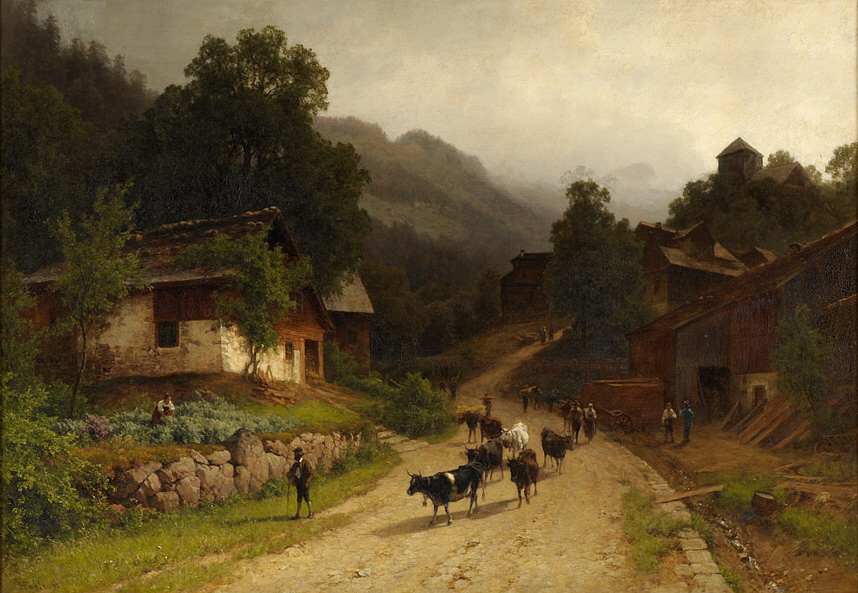
Ansicht von Bürglen, 1876

Hermann Pohle (* 23. November 1831 in Berlin; † 5. Juli 1901 in Düsseldorf) war ein deutscher Landschaftsmaler.

## Leben

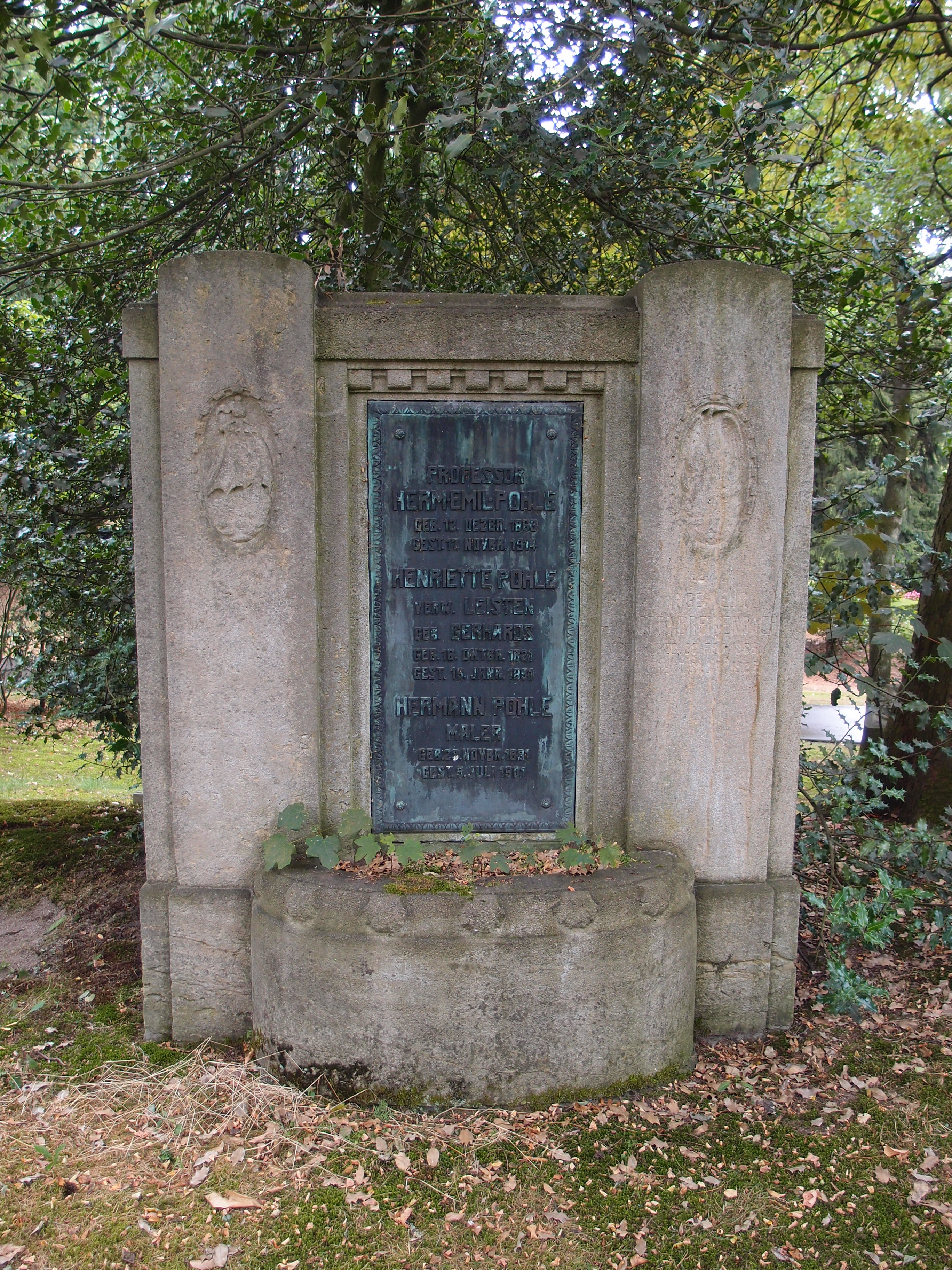
Grab: Hermann Pohle (1831–1901) und Hermann Emil Pohle („der Jüngere“)

Pohle wurde zunächst von einem nicht namentlich überlieferten Landschaftsmaler in Potsdam ausgebildet, ehe er an der Königlich Preußischen Akademie der Künste in Berlin studierte. Zu seinen Lehrern gehörte dort Eduard Biermann. Nachdem er sein Militärjahr beendet hatte, ging er nach Düsseldorf, wo er von 1853 bis 1856 an der Kunstakademie bei den Landschaftsmalern Johann Wilhelm Schirmer und Hans Fredrik Gude studierte. Studienreisen führten ihn durch Deutschland, Italien und die Schweiz. Bilder Pohles befinden sich in Museen in Düsseldorf, Elberfeld und Prag sowie in der Kunsthalle Bremen. Sein 1863 geborener Sohn, der Maler Hermann Emil Pohle, lebte und arbeitete ebenfalls in Düsseldorf, wo beide auf dem Nordfriedhof bestattet sind.
Werke in Ausstellungen (Auswahl)
- Buchenhain (französisch bosquet des hêtres) und Landhaus in Abendstimmung (französisch Maison de campagne, effet du soir) in der Exposition générale des beaux-arts in Brüssel 1875[2]
- Der Waldbach in der Kunstausstellung in der Gemälde-Galerie im Künstlerhause Rudolphinum zu Prag 1884[3]
- Aus dem Morgenbachtale oder Morgenbachtal Ausstellung von 15. Mai bis 31. Juli 1892 in der Königlichen Akademie der Künste in Berlin[4]